# 아일랜드의 공휴일
아일랜드의 공휴일은 다음과 같다.
| 날짜               | 공휴일 이름        | 비 고         |
| ------------------ | ------------------ | ------------- |
| 1월 1일            | 새해 첫날          |               |
| 3월 17일           | 성 파트리치오 축일 |               |
| 3 ~ 4월 중(이동)   | 이스터 먼데이      | 부활절 다음날 |
| 5월 첫째 월요일    | 노동절             |               |
| 6월 첫째 월요일    | 6월 홀리데이       |               |
| 8월 첫째 월요일    | 8월 홀리데이       |               |
| 10월 마지막 월요일 | 10월 홀리데이      |               |
| 12월 25일          | 크리스마스         |               |
| 12월 26일          | 성 스테파노 축일   |               |

## 같이 보기
- 영국의 공휴일